# Aphycomorpha
Aphycomorpha is een geslacht van vliesvleugeligen uit de familie Encyrtidae. De wetenschappelijke naam van dit geslacht is voor het eerst geldig gepubliceerd in 1919 door Timberlake.

## Soorten
Het geslacht Aphycomorpha is monotypisch en omvat slechts de volgende soort:
- Aphycomorpha araucariae Timberlake, 1919